# Dinko Dermendzhiev
Pour les articles homonymes, voir Dermendzhiev.
Dinko Tsvetkov Dermendzhiev (bulgare : Динко Цветков Дерменджиев), né le 2 juin 1941 à Plovdiv en Bulgarie et mort le 1er mai 2019 dans la même ville, est un joueur et entraîneur bulgare de football.

## Biographie
Dinko Dermendzhiev a joué la plupart de sa carrière dans le club bulgare du Botev Plovdiv dans les années 1960 et 1970, ainsi qu'au FC Maritsa Plovdiv. 
Il joue en tout 58 matchs avec l'équipe de Bulgarie de football entre 1962 et 1977.
Il a participé à trois éditions de la coupe du monde de football en 1962, 1966 et 1970, où il inscrit un but contre le Pérou.